# Елань (Талицкий муниципальный округ)
Елань — село в Талицком городском округе Свердловской области, Россия.

## Географическое положение
Село Елань муниципального образования «Талицкого городского округа» Свердловской области находится на расстоянии 25 километров (по автотрассе в 30 километрах) к юго-востоку от города Талица, на обоих берегах реки Рамыль (левый приток реки Беляковка, бассейн реки Пышма).

## Вознесенская единоверческая церковь
В 1834 году была заложена деревянная, однопрестольная единоверческая церковь, которая была освящена в честь Вознесения Господня 3 января 1836 года. Церковь была закрыта в 1931 году.

## Население
| 2002 | 2010 | 2021 |
| ---- | ---- | ---- |
| 803  | ↘622 | ↘474 |